# انقلاب ماه مه
«انقلاب ماه مه» (انگلیسی: La Revolución de Mayo) یک فیلم صامت آرژانتینی در ژانر تاریخی است که در سال ۱۹۱۰ منتشر شد.